# Sjużet
Sjużet (czasem siużet; ros. сюжет z fr. sujet „temat”) – pojęcie opracowane przez szkołę formalistów rosyjskich, przejęte później przez narratologię, oznaczające rozmieszczenie epizodów i scen rozwijających temat dzieła literackiego. W przeciwieństwie do fabuły (w rozumieniu formalistów), będącej schematem zdarzeń zawartych w utworze, jest schematem samego utworu. Oznacza to, że fabuła jest zbiorem wydarzeń i postaci danego dzieła, zaś sjużet sposobem ich uporządkowania i przedstawienia. Nie obejmuje on tego co jest „w domyśle”, fabuła zatem wynika ze sjużetu.
Pojęcie to jest używane również w filmoznawstwie. Film, w którym widz na podstawie oglądanego sjużetu może dokonać całościowej rekonstrukcji fabuły, nazywamy filmem fabularnym.